# Heath Hyche
Heath Hyche est un acteur américain né à Birmingham, Alabama (États-Unis).

## Filmographie
- 1996 : Saturday Night Special (série TV)
- 1998 : Style & Substance ("Style and Substance") (série TV) : Terry
- 1998 : The Odd Couple II : Policeman
- 1999 : Man on the Moon : Merv's Guest Coordinator
- 2001 : Drôles de retrouvailles (These Old Broads) (TV) : Ben
- 2001 : Kiss My Act (TV)
- 2003 : Jack's House (TV)
- 2004 : Outpost (vidéo) : Trevor
- 2004 : Blue Collar TV (série TV) : Various Characters